# رون غارلاند
رون غارلاند (بالإنجليزية: Ron Garland)‏ (28 يوليو 1931 بميدلزبرة في المملكة المتحدة - 1 يناير 1989 بأولدهام في المملكة المتحدة) هو لاعب كرة قدم بريطاني في مركز الهجوم. لعب مع أولدهام أثلتيك وMossley A.F.C. ‏ ونادي ستاليبريدج سيلتيك وSouth Bank F.C. ‏.